# Władimir Gubin
Władimir Władimirowicz Gubin (ros. Владимир Владимирович Губин, ur. 4 lipca?/17 lipca 1904 we wsi Staraja Nielidowka w guberni kurskiej, zm. 24 sierpnia 1972) – funkcjonariusz radzieckich organów bezpieczeństwa, generał porucznik, minister spraw wewnętrznych Kazachskiej SRR (1951-1954), przewodniczący KGB przy Radzie Ministrów Kazachskiej SRR (1954-1959).

## Życiorys
Od 1927 w WKP(b), od stycznia 1930 kierownik wydziału organizacyjno-masowego komitetu Komsomołu Ukraińskiej SRR, kierownik wydziału kultury komitetu Komsomołu fabryki "Sierp i mołot" w Charkowie, członek Prezydium i kierownik wydziału Wszechukraińskiego Komitetu Robotników Inżynierii Rolniczej, kierownik wydziału organizacyjno-masowego Obwodowej Rady Związków Zawodowych w Charkowie, kierownik wydziału organizacyjno-masowego, wydziału organizacyjnego i zastępca sekretarza Mariupolskiego Rejonowego Komitetu KP(b)U w obwodzie charkowskim. Od lutego 1935 do sierpnia 1936 słuchacz Kursów Marksizmu-Leninizmu przy KC KP(b)U, następnie instruktor Komitetu Obwodowego KP(b)U w Charkowie. Od maja 1937 do maja 1938 I sekretarz rejonowego komitetu KP(b)U w obwodzie połtawskim, od maja do grudnia 1938 instruktor Komitetu Obwodowego KP(b)U w Połtawie, od grudnia 1938 do października 1939 zastępca szefa Zarządu NKWD w obwodzie gorkowskim (obecnie obwód niżnonowogrodzki), 9 maja 1939 mianowany kapitanem bezpieczeństwa państwowego. Od 2 października 1939 p.o. szefa, a od 7 kwietnia 1940 do 26 lutego 1941 szef Zarządu NKWD obwodu gorkowskiego, od 14 marca 1940 w stopniu majora bezpieczeństwa państwowego. Od 26 lutego do 31 lipca 1941 szef Zarządu NKGB obwodu gorkowskiego, od 31 lipca do 28 sierpnia 1941 ludowy komisarz spraw wewnętrznych Niemieckiej Nadwołżańskiej ASRR. Od 26 września 1941 do 14 lutego 1948 szef Zarządu NKWD/MWD w obwodzie jarosławskim, 14 lutego 1943 mianowany pułkownikiem bezpieczeństwa państwowego, 14 grudnia 1943 komisarzem bezpieczeństwa państwowego, a 9 lipca 1945 generałem majorem NKWD. Od lipca do października 1945 szef Sektora Operacyjnego NKWD w Meklemburgii/Pomorzu Przednim (Niemcy), od 14 lutego 1948 do 16 lutego 1951 szef Zarządu MWD w obwodzie kemerowskim, od 16 lutego 1951 do 4 sierpnia 1954 minister spraw wewnętrznych Kazachskiej SRR.Od 4 sierpnia 1954 do 10 maja 1959 przewodniczący KGB przy Radzie Ministrów Kazachskiej SRR, 9 stycznia 1957 mianowany generałem porucznikiem, od lipca 1959 do 12 grudnia 1963 szef Zarządu KGB w obwodzie penzeńskim, następnie na emeryturze. Deputowany do Rady Najwyższej ZSRR od 1 do 4 kadencji.

## Odznaczenia
- Order Wojny Ojczyźnianej I klasy (dwukrotnie - 16 września 1945 i 24 sierpnia 1949)
- Order Czerwonego Sztandaru Pracy (trzykrotnie - 13 grudnia 1944, 1 października 1945 i 11 stycznia 1957)
- Order Czerwonej Gwiazdy (dwukrotnie)
- Order „Znak Honoru” (26 kwietnia 1940)
- Medal „Za obronę Moskwy” (1944)
- Medal „Za obronę Leningradu” (1943)
- Medal „Za zwycięstwo nad Niemcami w Wielkiej Wojnie Ojczyźnianej 1941–1945” (9 maja 1945)
- Medal jubileuszowy „30 lat Armii Radzieckiej i Floty” (22 lutego 1948)
- Odznaka "Honorowy Funkcjonariusz Bezpieczeństwa" (1957)

i 4 inne medale.